# Ærø

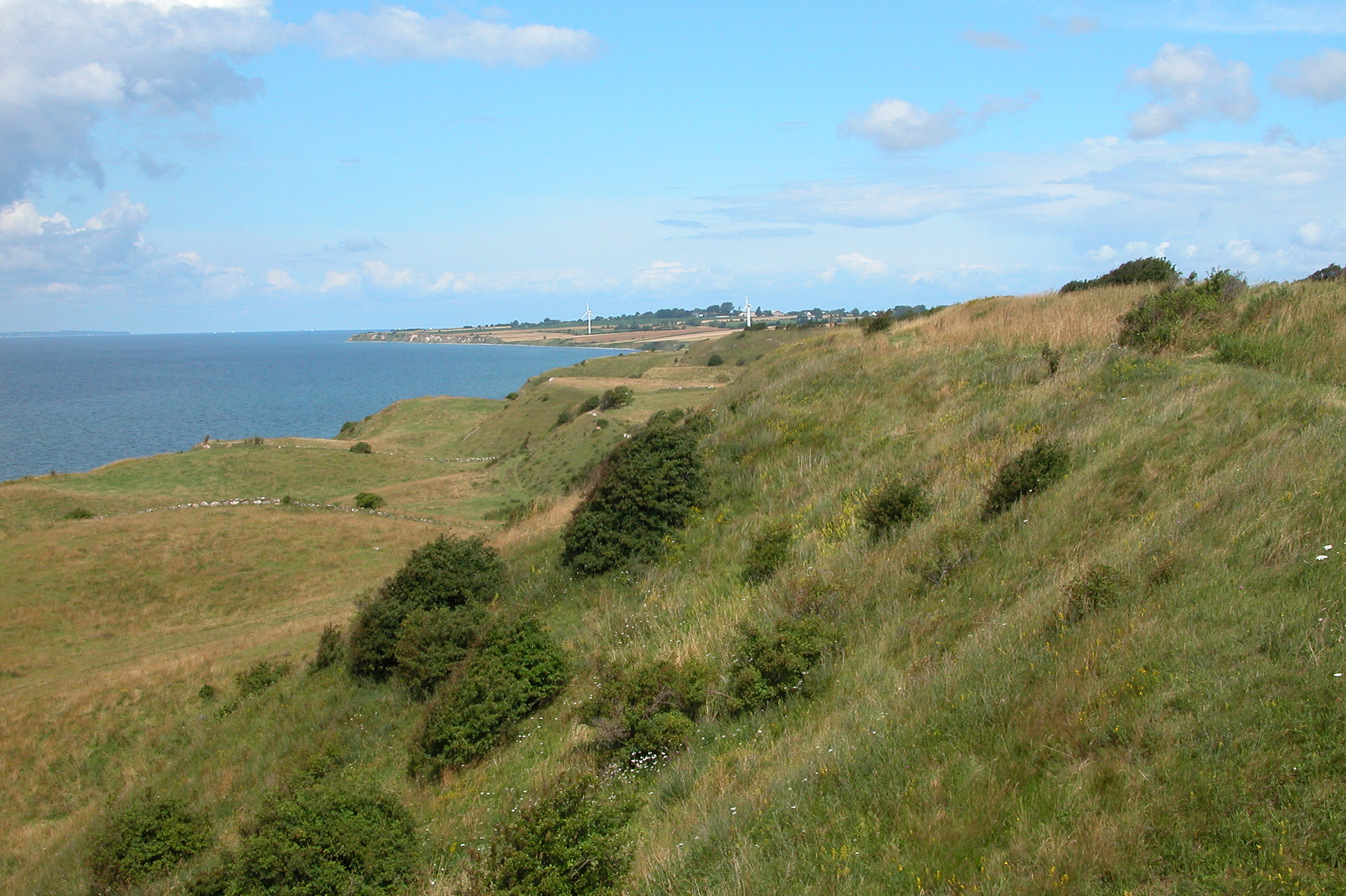
Voderup Klint, en la isla de Ærø.

Ærø es una isla de Dinamarca localizada en aguas del mar Báltico. La isla estuvo recientemente dividida en dos municipios: la parte occidental de la isla constituía el municipio de Ærøskøbing y la parte oriental, el municipio de Marstal. El 1 de enero de 2006, se fusionaron, formando el municipio de Ærø. El municipio también incluye el islote de Birkholm.
- Población: 6,863 (isla 2006); 6,873 (municipio)
- Área: 88 km² (isla); 91 km² (municipio)
- Extensión de la línea costera: 167 km

## Localidades
| Localidades más pobladas de Ærø |            |                  |
| N.º                             | Localidad  | Población (2012) |
| 1                               | Marstal    | 2.395            |
| 2                               | Ærøskøbing | 958              |
| 3                               | Søby       | 539              |
| 4                               | Ommel      | 302              |
| 5                               | Vindeballe | 210              |
| 6                               | Bregninge  | 206              |